# Augusta (Schiff, 1931)

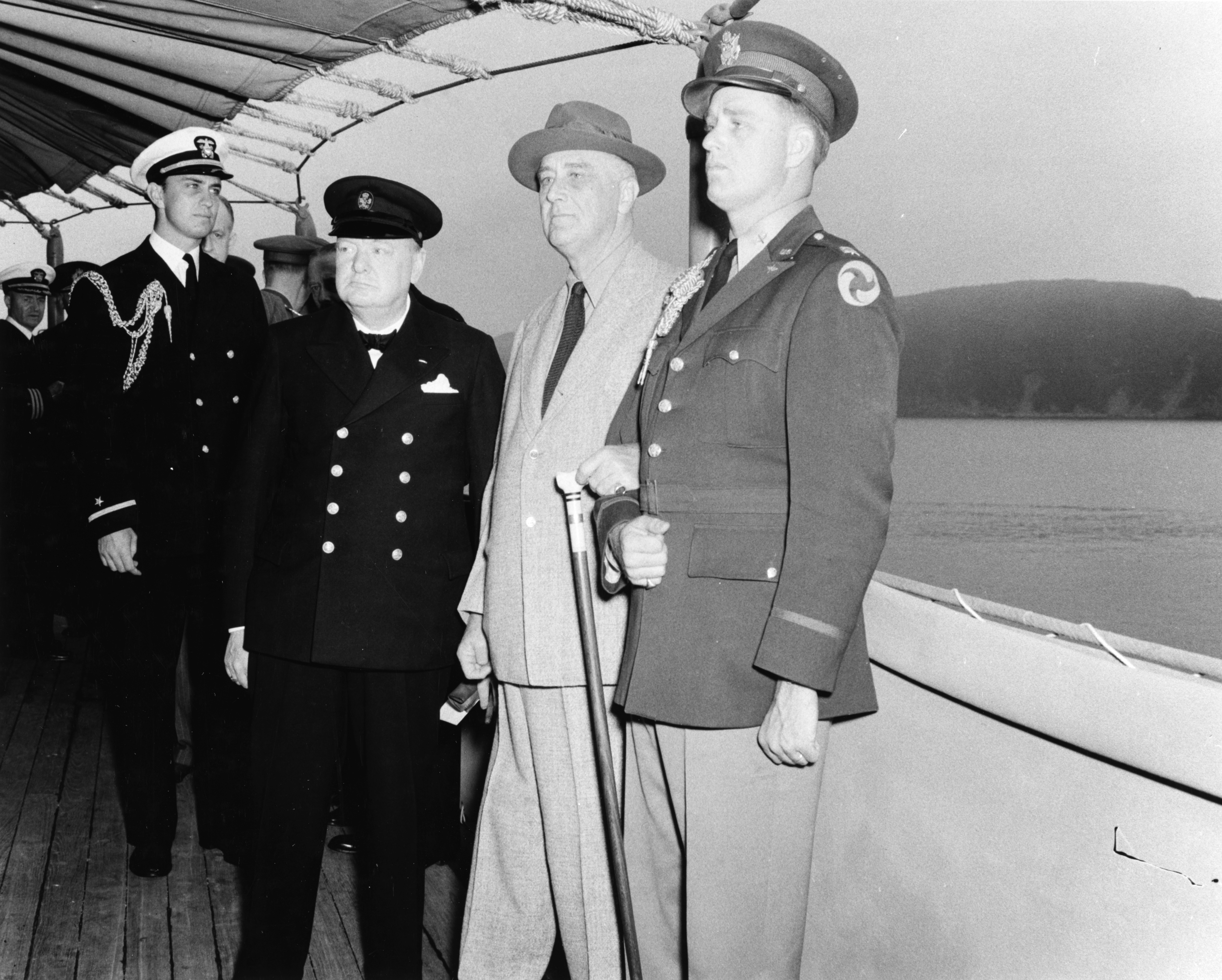
Treffen von Winston Churchill und Franklin D. Roosevelt auf der Augusta

Die USS Augusta (Kennung: CA-31) war ein US-amerikanischer Schwerer Kreuzer der Northampton-Klasse, der von der United States Navy während des Zweiten Weltkrieges hauptsächlich im Atlantischen Ozean und im Mittelmeer eingesetzt wurde.
Das nach Augusta (Georgia), der zweitgrößten Stadt des US-Bundesstaates Georgia, benannte Schiff wurde am 2. Juli 1928 bei der Newport News Shipbuilding and Drydock Company in Auftrag gegeben und nahm am 30. Januar 1931 ihren Dienst auf.

## Geschichte
Die Augusta wurde in Norfolk (Virginia) am 30. Januar 1931 in Dienst gestellt. Zunächst war sie Flaggschiff der Asienflotte.
Während des Zweiten Weltkriegs diente sie zuerst im Atlantik. Im November 1942 lief sie mit der alliierten Task Force während der Operation Torch an die marokkanische Küste, um Truppenstellungen der Achsenmächte bei der Invasion der Alliierten in Nordafrika anzugreifen. Im Juli 1943 nahm sie zusammen mit der Alabama und South Dakota und Schiffen der Royal Navy an einer vorgetäuschten Aktion gegen die deutschen Streitkräfte in Norwegen teil, um die Deutschen von der geplanten Invasion auf Sizilien (Operation Husky) abzulenken. Ab Juni 1944 war sie das Flaggschiff von Admiral Kirk, Kommandeur der westlichen Task Force, während der Landung in der Normandie. Im August 1944 unterstützte sie die 1st Special Force bei der Insel Levante, an der Mittelmeerküste von Südfrankreich. Mitte Juli 1945 reiste der damalige US-Präsident Harry S. Truman mit der USS Augusta über Belgien zur Potsdamer Konferenz. Die Augusta blieb auch nach dem Krieg im Dienst und wurde im April 1960 verschrottet.